# Trumfy Miroslava Donutila
Trumfy Miroslava Donutila jsou talk show vysílaná na České televizi v letech 2011–2012, kterou moderoval Miroslav Donutil. Navazovala na talkshow Na kus řeči.
Do talk show si Miroslav Donutil zval různé hosty. Mezi nimi byl Bolek Polívka, Radoslav Brzobohatý, Jitka Čvančarová, Tomáš Klus, Soňa Červená, Vlastimil Harapes, Petr Kolář, Jaromír Jágr, Richard Tesařík, Josef Váňa, Karel Gott, Michal Viewegh, Aneta Langerová, Jakub Vágner, Vladimír Morávek, Jan Hřebejk, František Filip, Václav Postránecký, Olga Sommerová, Věra Čáslavská, Karel Šíp, Václav Moravec, Kateřina Steinerová, Tomáš Savka, Martina Sáblíková, Věra Martinová.